# Baix Armanyac
El Baix Armanyac, (en occità: Baish Armanhac) és un parçan o comarca d'Occitània situat a la Gascunya. La seva vil·la principal és Eusa.
Segons la proposta de divisió territorial d'Occitània del diari Jornalet, basada en l'obra de Frederic Zégierman Le Guide des pays de France, el Baix Armanyac estaria ubicat a la regió de la Gascunya, subregió de l'Armanyac.
Oficialment, les comunes del Baix Armanyac estan adscrites administrativament al departament francès de Gers, a la regió administrativa d'Occitània.